# Inversion de polarité de subduction

Le concept d'inversion de la polarité de subduction

L'inversion de polarité de subduction (ou SPR pour (en) Subduction Polarity Reversal) est un processus géologique dans lequel deux plaques convergentes changent de rôle : la plaque sus-jacente devient la plaque descendante, et vice versa. Deux éléments de base constituent une zone de subduction, une plaque de contrôle et d'une plaque de subduction. Quand deux plaques se rapprochent l'une de l'autre sous l'effet des forces tectoniques, la plaque dite supérieure coulissera sur la plaque subductrice. Ce type d'évènement tectonique se retrouve à de nombreuses limites de plaques.
Certains géologues pensent que les rôles de plaque supérieure et subductrice ne restent pas indéfiniment les mêmes. Une inversion de rôle peut intervenir, ce qui signifie que la plaque initialement subductée en dessous deviendra la plaque dominante. Ce phénomène est appelé interrupteur de subduction, retournement de la polarité de subduction ou inversion de polarité de subduction.
On trouve sur la carte tectonique des exemples de systèmes de subduction avec inversion de polarité de subduction :
- Calédonie, Irlande[5]
- Alpes-Apennins, Italie[6]
- Kamtchatka, Russie[7]
- Wetar, est de l'Indonésie[8]
- Timor, est de la mer de Savu[9]
- Méditerranée[10]
- Taïwan[4],[6],[11]

## Arrière-plan
Le phénomène d'inversion de polarité de subduction a été identifié lors de la collision d'un système de subduction intra-océanique, qui est la collision de deux plaques océaniques. Lorsque deux plaques océaniques migrent l’une vers l’autre, l’une se subducte en dessous de l’autre. Généralement, la plaque océanique avec une densité plus élevée se subducte en dessous et l'autre l'emporte sur la dalle descendante. Le processus se poursuit jusqu'à ce qu'une marge continentale flottante située au sommet de la plaque subductrice soit introduite dans la dalle descendante. La subduction de la dalle devient plus lente et peut même cesser,. Les géologues proposent différents modèles possibles pour prédire quelle sera la prochaine étape du système de subduction intra-océanique impliquant une croûte continentale flottante,. L’un des résultats possibles est l’inversion de polarité de subduction,,,,,.

## Modèles d'inversion de polarité de subduction
Même si de nombreux géologues s'accordent sur le fait qu'après l'implication d'une croûte continentale flottante, une inversion de polarité de subduction peut se produire, les opinions divergent sur les mécanismes conduisant au changement de direction de subduction. Il n’existe donc pas de modèle unique pour représenter l’inversion de polarité de subduction. La manière dont les géologues développent les modèles dépend des paramètres qu'ils prennent en compte. Certains géologues tentent de construire des modèles d'inversion de subduction par le biais d'expériences en laboratoire,, ou d'observations,. Il existe trois modèles courants : la rupture de plaque, la double convergence et la rupture lithosphérique.
Les modèles de fragmentation de plaque et de double convergence sont basés sur des observations de géologues et le modèle de fragmentation de lithosphère est basé sur une simulation expérimentale.
Les critères d'une inversion de polarité de subduction sont :
1. Le système de subduction intra-océanique avec une plaque continentale flottante
2. Le système de subduction qui cesse avec l'implication de la plaque continentale
3. Une vieille dalle qui se brise[2],[4]

En plus des critères pour l'occurrence de l'inversion de polarité de subduction, certains géologues ont cherché à définir les facteurs déterminants de l'initiation de ce phénomène. Les géologues et sismologues Zhang et Leng affirment que « la résistance plastique et l’âge de la plaque océanique dominante dans le système de collision arc-continent contrôlent les modes d’initiation ». Lorsque le système comprend une plaque océanique dominante avec une faible résistance plastique et une plaque océanique plus jeune, la plaque supérieure "préfère" une « inversion spontanée de polarité de subduction ». En effet, en l'absence de cette résistance à la déformation, la flottabilité négative prévaut et déclenche « spontanément » la subduction, tandis qu'une résistance plastique plus forte et une plaque océanique plus ancienne favorisent une « inversion de polarité induite par la subduction ». Une résistance plastique élevée de la plaque océanique entraîne une résistance à la subduction spontanée nécessitant ainsi une inversion de polarité de subduction induite par la compression.
Les différents modèles représentant l'inversion de polarité de subduction dépendent fortement des paramètres pris en compte par les géologues. En voici un tableau récapitulatif présentant les modèles de comparaison :
| Différence                       | Rupture de dalle                       | Double convergence                       | Rupture lithosphérique                                               |
| Raisons de rupture de dalle      | Force de traction sur l'ancienne dalle | Glissement latéral par la nouvelle dalle | Une faille préexistante entraîne la pénétration d'une nouvelle dalle |
| Hébergement de la nouvelle dalle | Fenêtre de manteau                     | Un profond mouvement de décrochement     | La pénétration de la nouvelle dalle brise l'ancienne dalle           |

### Rupture de dalle
Le modèle de la rupture de dalle a été développé en analysant la section transversale géologique le long de la collision entre la plaque eurasienne et la plaque marine philippine, où se produit une inversion continue de la polarité de subduction.
Lorsque deux plaques océaniques migrent l’une vers l’autre, une plaque l’emporte sur une autre formant un système de subduction. Plus tard, une marge continentale passive légère et flottante introduite dans ce système provoquera l'arrêt du système de subduction. D'une part, la plaque flottante résiste à la subduction sous la plaque dominante. D’un autre côté, la plaque océanique dense au niveau de la plaque subductrice préfère se déplacer vers le bas. Ces forces opposées vont générer une force de traction ou une instabilité gravitationnelle sur la dalle descendante et conduire à sa rupture. La cassure produit un espace qui formera une fenêtre à dans le manteau. Par la suite, la marge continentale, la moins dense, forme la plaque dominante, tandis que la plaque océanique devient la plaque subductrice. La direction du système de subduction change en raison de l'espace créé par la cassure, paramètre majeur de ce modèle.

Le diagramme d'évolution montrant comment l'inversion de la subduction initiée par une plaque cassante au niveau de la plaque subductrice : La couleur brune correspond aux croûtes continentales les moins denses ; La couleur blanche est la croûte océanique ; 1. Deux plaques se rapprochent l'une de l'autre ; 2. La croûte continentale, flottante, résiste à la subduction ; 3. La fenêtre du manteau est créée par l'instabilité gravitationnelle ; 4. Une nouvelle plaque de subduction se développe

### Modèle de double convergence
Le modèle modèle de double convergence est développé sur la base de l'évolution géologique de la subduction alpine et apennine.
De même, lorsque deux plaques océaniques se rapprochent, le processus de subduction peut cesser avec l'arrivée d'un bloc continental flottant. Dans ces circonstances, une nouvelle plaque peut se former au niveau de la plaque dominante en raison de la compression régionale et de la différence de densité entre le bloc continental et la plaque océanique. Un prisme orogénique se forme. Cependant, un problème d'espace évident se pose quant à la manière d'accueillir deux plaques tectoniques. La solution réside dans le fait que la nouvelle plaque en formation se déplace non seulement verticalement, mais aussi latéralement, entraînant ainsi un mouvement de décrochement significatif. Le développement de la coexistence de deux dalles opposées est décrit comme une subduction double face ou prisme doublement convergent. Finalement, le développement de la nouvelle dalle grandit et glisse sur l’ancienne dalle. L'ancienne dalle se brise et le prisme orogénique s'effondre. La nouvelle dalle arrête le mouvement latéral et s'enfonce en dessous. La direction du système de subduction change.

Evolution du modèle à double convergence : La couleur marron représente la plaque Continentale ; La couleur blanche représente la plaque océanique ; C1. La plaque contenant à la fois la plaque continentale et la plaque océanique se subduit en dessous ; 2. Le bloc continental s'engage dans la subduction avec construction d'un prisme orogénique ; 3. La nouvelle dalle se développe et deux dalles présentent un mouvement de décrochement profond (double cercle signifie pointer hors de l'écran ; Croix à l'intérieur du cercle signifie pointer vers l'écran ; 4. La nouvelle dalle descend encore davantage ; 5. La vieille dalle se brise ; 6. La nouvelle dalle s'enfonce en dessous.

### Rupture de la lithosphère
Le modèle de rupture de la lithosphère est simulé par des expériences sur les hydrocarbures en laboratoire. Les chercheurs ont établi un modèle de zones de subduction qui est représenté de manière analogique par des hydrocarbures de différentes densités, symbolisant ainsi différentes couches présentes dans la zone de subduction.
Le modèle initial de la zone de subduction simulée utilise deux pistons. Le piston lié à la plaque supérieure est fixe, tandis que celui relié à la plaque subductrice est soumis à un taux de compression constant. Plus significativement, il y a un arc magmatique relativement mince et une faille préexistante plongeant vers la plaque subductrice au niveau de la plaque dominante. Le détachement de la faille préexistante se produit lorsque la marge continentale flottante entre en contact avec la plaque dominante. En effet, la marge flottante oppose une résistance à la subduction, ce qui augmente considérablement la force de friction dans la région de contact. La subduction est ainsi stoppée. Ensuite, une nouvelle plaque subductrice se développe au niveau de la plaque dominante sous l'effet de la compression continue. La nouvelle dalle en développement finit par pénétrer et briser l'ancienne dalle. Une nouvelle zone de subduction se forme avec une polarité opposée à la précédente.
En réalité, l'arc magmatique est une zone relativement faible au niveau de la plaque dominante car il possède une fine lithosphère et est encore affaibli par un flux de chaleur élevé, et un fluide chaud,. Les failles préexistantes dans cette simulation sont également courantes dans l'arc magmatique. Cette expérience est une analogie réussie avec l'inversion de polarité de subduction qui se produit au Kamtchatka au début de l'Éocène, et l'exemple actif dans la région de Taiwan, ainsi qu'à Timor,.

Configuration de l'expérience d'A. Chemenda du modèle de rupture de la lithosphère : la couleur blanche indique la plaque océanique (densité plus élevée) ; La couleur marron indique la plaque continentale (densité inférieure) ; la couleur verte montre la faille préexistante ; Les plaques représentées par les hydrocarbures flottent au niveau de l'asthénosphère représentée par l'eau.

Le diagramme d'évolution montrant comment l'inversion de subduction initiée par une faille préexistante au niveau de la plaque dominante. 1 : Poussée par compression ; 2 : Une nouvelle dalle se développe avec la rupture de la faille ; 3 : La nouvelle dalle pénètre ; 4 : La nouvelle dalle casse l’ancienne dalle

## L'exemple de Taïwan

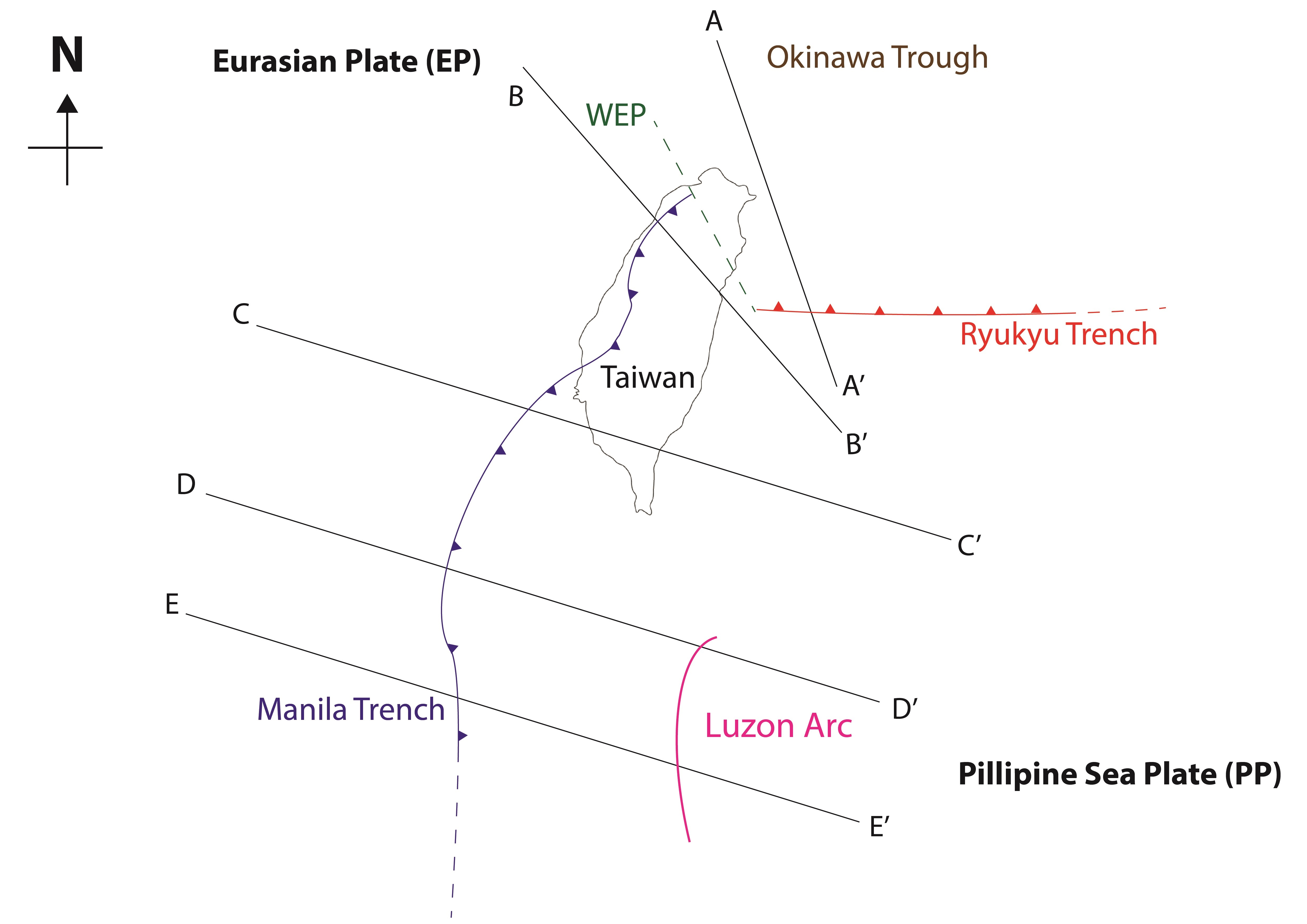
La carte de Taiwan montre l'emplacement de la coupe géologique et les principales subductions

Le contraste saisissant des reliefs sur l'île de Taïwan a été l'objet de nombreuses recherches. La partie nord de Taiwan compte de nombreuses plaines plates telles que la plaine d'Ilan et la plaine de Pingtung, tandis que dans la partie sud de Taiwan se concentrent de nombreuses hautes montagnes comme Yushan atteignant environ 3 952 m. Cette énorme différence de topographie est la conséquence d'une inversion de la polarité de la subduction. La plupart des modèles étudiant ce phénomène se concentreront sur une collision active à Taïwan qui semble révéler les premiers stades d’inversion de la subduction,,,,,.
La collision de l'arc de Luçon sur une ligne plus ou moins nord-sud dans la plaque marine des Philippines (PP) avec la plaque eurasienne (EP) à tendance est-ouest a commencé au milieu du Miocène, formant un système de subduction intra-océanique,. L'île s'est formée par ce processus. La différence topographique entre sud et le nord de Taïwan forme un archive de l’évolution de la zone de subduction. La plaque de la mer des Philippines se subducte sous la plaque eurasienne dans la partie sud-ouest du WEP (bord ouest de la plaque de la mer des Philippines plongeant vers le nord), et cette dernière remplace la première dans la partie nord-est de ce WEP. La collision entre deux plaques a commencé au nord de Taïwan et s'est propagée vers le sud avec la région plus jeune dans la partie sud. Chaque étape naissante du processus d'inversion de subduction pourrait être étudiée en corrélant des coupes transversales dans diverses régions de l'île.

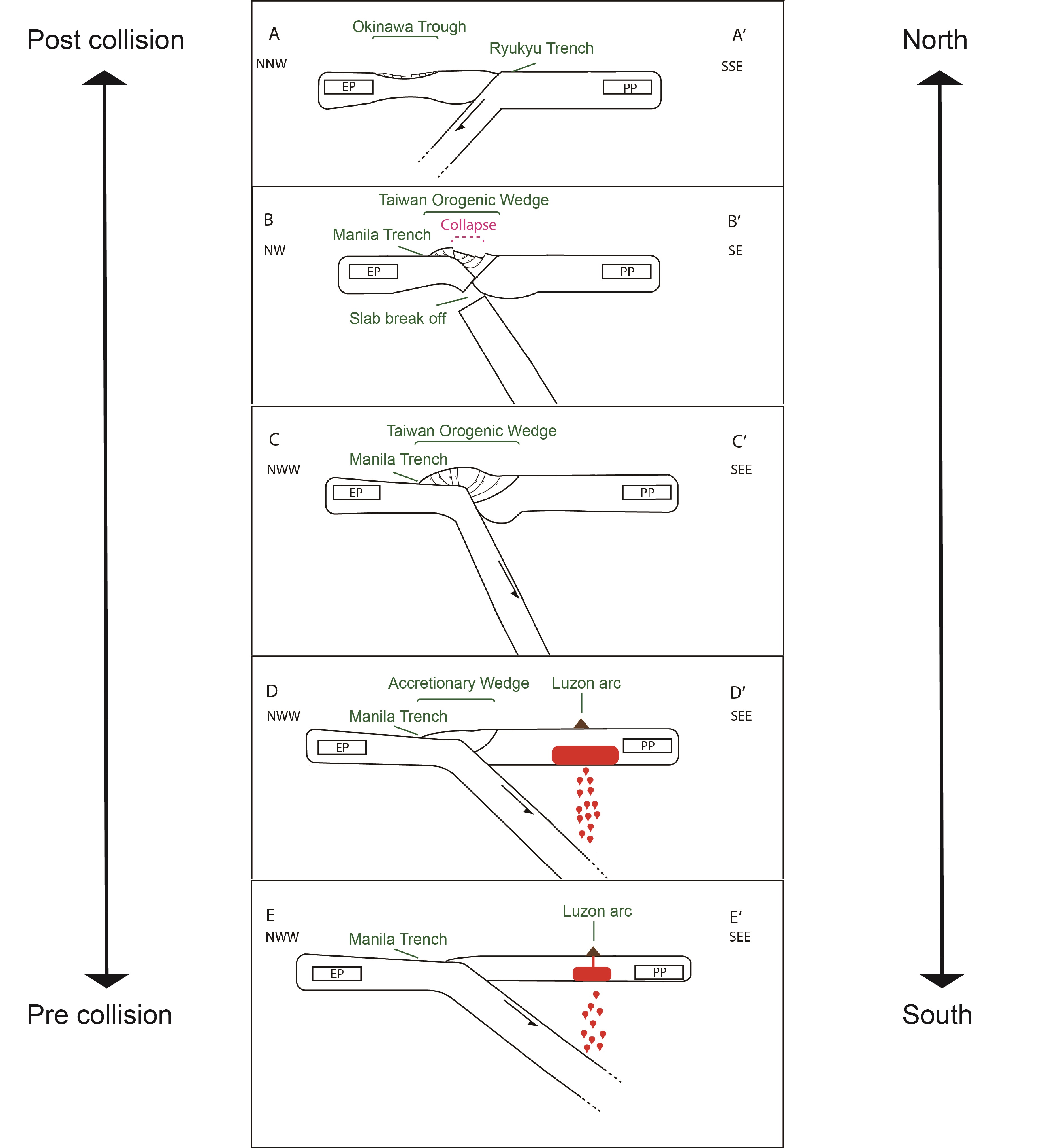
1) Coupe transversale A-A' (post-collision) : La marge continentale passive de la plaque eurasienne, une croûte continentale flottante, dépasse la plaque maritime des Philippines. La plaque eurasienne subit un étirement lithosphérique, formant la fosse d'Okinawa.
2) Coupe transversale B-B' : La plaque marine philippine s'enfonce sous la plaque eurasienne, et le recul de la tranchée Ryukyu conduit à l'effondrement extensionnel du coin orogénique de Taiwan. La direction de la subduction change dans la section transversale C-C'.
3) Coupe transversale C-C' : Une collision drastique entre deux plaques crée un coin d'accrétion et développe une ceinture orogénique. Les orogènes de Taiwan ont atteint leur hauteur maximale avec un taux d'érosion et de croissance égal. L’angle de la dalle est de près de 80 degrés vers le bas.
4) Coupe transversale D-D' : La plaque eurasienne est activement en subduction dans la plaque de la mer des Philippines à raison de 80 mm/an le long de la fosse de Manille. La plaque pénètre dans le manteau et le volume de fusion dans le coin du manteau ne cesse d'augmenter. Pendant ce temps, l'angle de la dalle de subduction n'est pas aussi raide que dans la section transversale C-C'. Le coin d’accrétion vient tout juste de se développer.
5) Coupe transversale E-E' (pré-Collision) : La dalle pénètre sous la plaque de la mer des Philippines et amène des matériaux hydratés pour générer un prisme du manteau et l'arc volcanique de Luçon.